# Alphonse Douati
Alphonse Douati, né en 1955 à Gbené et décédé le 30 janvier 2022 à Abidjan, est un homme politique ivoirien membre du FPI.
Il est un acteur clé de la lutte contre la trypanosomiase animale à Korhogo et de la lutte antiglossines à Korhogo dans les années 1980. Il a occupé des postes de ministre dans plusieurs ministères différents.

## Biographie
- 1982 - 1986 : Il est chef de secteur au projet de lutte contre la trypanosomiase animale à Korhogo (FAO/GTZ)
- 1986 - 1994 : Il devient chef de projet Lutte antiglossines à Korhogo (FAO/GTZ)
- 1994 - 2000 : Il est ensuite nommé sous-directeur de la santé animale et coordonnateur du programme d'éradication de la peste porcine en Côte d'Ivoire
- 1998 - 1999 : Nommé 2e secrétaire national du FPI chargé des fédérations de l'Ouest.
- 1999 - 2022 : Nommé secrétaire national du FPI chargé des fédérations de la région des Montagnes

Le 18 août 2012, il est arrêté à son domicile à Abidjan par des agents de la Direction de la surveillance du territoire.

## Postes de ministres
- 1999 : Nommé  Ministre de l'Agriculture et des Ressources animales
- 2000 : Nommé Ministre des Relations avec le Parlement et les autres Institutions
- 2003 : Nommé Ministre des Relations avec les Institutions de la République.
- 2005 - 2007 : Ministre de la production animale et des ressources halieutiques dans les gouvernements Banny I et II.
- 2007 - 2010 : Ministre de la Production et des ressources halieutiques dans le Gouvernement Soro I.